# Всероссийский трудовой союз христиан-трезвенников
Всероссийский трудовой союз христиан-трезвенников — общественная организация Российской империи, созданная для борьбы с пьянством.
С 1909 года происходил заметный рост числа обществ трезвости и численности их членов. По некоторым данным, на 1 января 1911 года в России (без Польши и Финляндии) насчитывалось 1 873 общества. Это способствовало созданию Всероссийского союза для борьбы за трезвенную жизнь. Он был создан в 1911 году в Санкт-Петербурге группой из 34-х человек. Устав был утверждён 8 января 1911 года министром внутренних дел Столыпиным. Девиз союза: «В трезвости — счастье народа».
Председателем стал присяжный поверенный Борис Ильич Гладков, товарищем председателя — врач Пажеского корпуса, доктор медицины, коллежский советник Александр Идельфонсович Вержбицкий. Руководители союза смогли заручиться поддержкой некоторых высших представителей правящего класса, что во многом обеспечило изыскание необходимых денежных средств. Союз стал действовать под покровительством великого князя Константина Константиновича.
Разнообразная просветительная деятельность Союза увеличивала его численность. Так, на 1 января 1912 года в нём числилось 34 основателя, 205 действительных членов и 87 кандидатов; на 1 января 1913 года — уже 33 основателя, 350 действительных членов, 258 кандидатов и ещё 580 несовершеннолетних кандидатов, то есть всего 1221 человек..
В год основания Союза было создано большое количество территориальных отделов Союза. В том же году, 29 сентября, Союз провёл в Петербурге впервые в России антиалкогольный день: «для ознакомления населения… с научными данными о вреде спиртных напитков и для сбора добровольных пожертвований на борьбу с пьянством». Через год, 23-24 сентября 1912 года при участии ряда других столичных обществ трезвости, Союз провёл в Санкт-Петербурге городской Праздник трезвости. 28-29 апреля 1913 г. При поддержке своих местных отделений и других обществ трезвости Всероссийский трудовой союз христиан-трезвенников провёл в Санкт-Петербурге и городах и сёлах 56 губерний первый Всероссийский праздник трезвости, в ходе которого проводились богослужения в храмах с молитвами о страждущих от пьянства, крестные ходы, раздавались и продавались трезвенные листки, брошюры, значки, собирались пожертвования, читались лекции. Кроме того, 29 августа 1913 года в Москве, в Московской и ряде других епархий прошёл Всероссийский церковный праздник трезвости. Затем, 7-8 апреля 1914 года, состоялся организованный Союзом второй Всероссийский праздник трезвости, который прошёл в Санкт-Петербурге и 55 губерниях и областях по той же программе, что и первый.